# Бурштинова промисловість України
Бурштинова промисловість — галузь видобутку й обробки для подальшого використання бурштину в Україні. Використовується для виготовлення ювелірних прикрас, у парфумерії, народній медицині та електриці.

## Характеристика

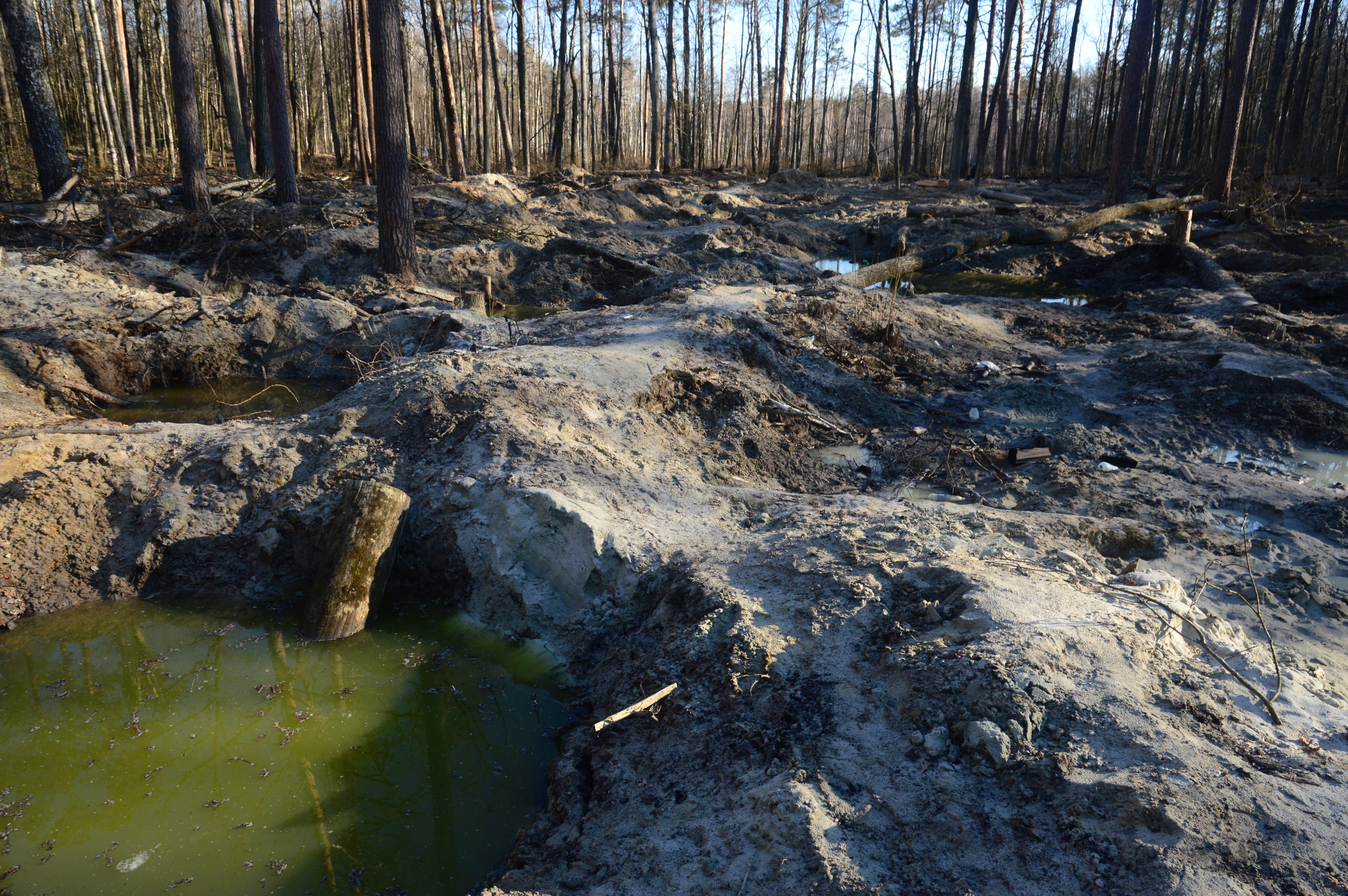
Видобуток бурштину в Поясківському заказнику

Український бурштин унікальний за своєю гамою відтінків. Зустрічаються традиційні кольори: медово-жовтий, оранжево-жовтий, оранжево-червоний і рожевий, також відомий зелений бурштин, який має сертифікат Польської Академії наук. Окремі знахідки такого бурштину відомі і в Житомирській області - родовище біля села Перга Олевського району.
Особливістю українського бурштину є також підвищений вміст бурштинової кислоти  - до 6,84%. У балтійському її вміст 3,20-5,28%, в білоруському бурштині - 3,25-9,44%. Тому можна рекомендувати за прикладом Польщі при використанні бурштину України отримувати бурштинову кислоту та інші продукти хімічної переробки бурштину.
Серед знайдених бурштинів зустрічаються в тому числі великі знахідки - більше 1 кг. Також слід відзначити, що якщо серед російських бурштинів ювелірного всього 10%, то в українських родовищах - 24%.
В Україні запаси бурштину відомі у Рівненській, Волинській, Житомирській областях. Вони розташовані переважно в північній частині кожної з областей. Залягають на глибинах до 20-30 метрів. Точних оцінок запасів немає, так як вони вивчені мало.
На балансах видобувних держпідприємств знаходяться всього три родовища: Клесівське, Володимирець-Східний, Вільні (Рівненська обл.). Імовірно запасів бурштину повинно вистачити на кілька сот років. Інші можливі родовища (вказані на мапі) через слабке фінансування практично не вивчені.
Ранжировку родовищ робить Інститут геологічних наук НАН України. Можна стверджувати, що великих родовищ ми знали б більше, якби працювала геологічна служба. Багато об'єктів так і не були оцінені.
З упевненістю можна лише сказати, що житомирські родовища бурштину невеликі, але їх багато. Відомі родовища в Олевському, Ємільчинському, Коростенському районах.
Саме з причини своєї локальності бурштинові родовища півночі Житомирської області розробляти промисловим способом невигідно.
На думку більшості фахівців, запаси бурштину в Житомирській області будуть вичерпані протягом 4-5 років.
Щоб перевести видобуток в цивілізоване русло, необхідно виконати переоцінку всіх ресурсів бурштину, організувати легальний артельний видобуток, як це зроблено в багатьох країнах. Також зробити доступним ринок сировини, як у Польщі, де бурштин легально видобувається, легально продається через біржу. Необхідно перекрити канал нелегальної скупки бурштину, а за незаконний видобуток штрафи підняти у багато разів. У Польщі нелегальний видобуток невигідний в принципі: якщо пошкодив чужі земельні угіддя - суд з великими витратами і штрафами; нелегальна скупка бурштину неможлива. Потрібно приймати відповідні закони.

## Сфери застосування
Бум нелегального видобутку і контрабанди викопної скам'янілою смоли викликаний із збільшеним на неї попитом в якості сировини за кордоном (особливо в Китаї).
- Оптика. З бурштину роблять різні збільшувальні скельця і лупи, скельця для звичайних окулярів і навіть лінзи, призначені для мікроскопів. Бурштинові вироби перевершують звичайне скло за якістю, правда, поступаються по твердості і крихкості.
- Медицина. Бурштин має дуже низьку змочуваність і здатний запобігти гемолізу - руйнування кров'яних тілець, тому його використовують для виготовлення медичного посуду, а також приладів та інструментів, задіяних при переливанні і зберіганні крові.
- Промисловість. Розплавлений бурштин додають у високоякісні лаки, якими потім покривають меблі, підлоги, музичні інструменти. Бурштинові лаки чудово захищають дерево від зовнішніх впливів, надаючи йому благородний блиск. Відомо, що славнозвісні скрипки Страдіварі своїм звучанням багато в чому зобов'язані саме бурштиновому покриттю.
- Електроніка. В електропромисловості та приладобудуванні бурштин використовують в якості ізолятора.

Що роблять з сировини в Україні. Основним легальним добувачем і виробником виробів з бурштину в Україні є завод "Бурштин України". Тут випускають бурштинові прикраси, сувеніри, а також створюють картини та ікони з мінералу.

## Історія
Упродовж 2016-2017 років підприємства, які мають спецдозволи, видобули 5 т 669 кг бурштину. ТОВ "Центр "Сонячне ремесло", яке розробляє родовище Володимирець Східний, у 2016 році видобуло 2 т 472 кг бурштину, а у 2017-му - 1 т 700 кг. Державне підприємство "Укрбурштин" АТ "Державна акціонерна компанія "Українські поліметали", яке проводить дослідно-промислову розробку бурштину ділянки Олексіївка, упродовж 2017 року видобуло 290,2 кг "сонячного каміння". У 2016 році розробки родовища не відбувалося.
За оцінками Держгеології, в Україні розвідані запаси бурштину категорії С1 оцінюються на рівні 59855,28 кг, категорії С2 - 1409852,15 кг.
Станом на листопад 2018 року десятьом підприємствам видані 18 спецдозволів на видобуток бурштину, однак розробку родовищ вони наразі не проводять.

## Підприємства
- державне підприємство Бурштин України[2]
- ДП "Укрбурштин" АТ "ДАК "Українські поліметали"
- Амбер Інвест
- Амбер Гальбин[3]

## Чорний ринок
На чорному ринку в Україні (за даними соцмереж) за бурштин готові заплатити (станом на 2016 рік):
- фракції до 5 г — $205 за 1 кг
- від 5 до 10 г — $540 за 1 кг
- від 10 до 20 г — $1160 за 1 кг
- від 50 до 100 г — $2000 за 1 кг.

## Польська біржа
Ціни на бурштиновій біржі в польському Гданську (за даними сайту http://www.amber.com.pl/ [Архівовано 5 вересня 2018 у Wayback Machine.] )
- до 5 г — $500-600 за 1 кг
- від 5 до 10 г — $900-1200 за 1 кг
- від 10 до 20 г — $2000-2500 за 1 кг
- від 50 до 100 г — $5000-5500 за 1 кг.